# Rat (Ložišća)
Rat je gradina i arheološko nalazište iznad mjesta Ložišća, općina Milna, otok Brač.

## Opis
Arheološko nalazište gradina Rat nalazi se na zapadnome dijelu otoka Brača, iznad sela Ložišća. Prva arheološka istraživanja gradine Rat proveo je Arheološki muzej u Splitu 1957. godine i ona su pokazala da se radi o zanimljivom prapovijesnom kompleksu. Godine 2007. počela su sustavna arheološka istraživanja u okviru znanstvenog projekta pri Filozofskom fakultetu u Splitu koja su pokazala kako je gradina Rat jedno od najbolje očuvanih gradinskih naselja na srednjodalmatinskim otocima. Otkriveni su stambeni objekti iz kasnobrončanog doba (3000 godina pr. Kr.) građeni od isprepletenog granja oblijepljenog glinom. Među brojnim keramičkim posudama domaće proizvodnje pronađeni su i ulomci finog posuđa uvezenog iz grčkog i italskog svijeta tijekom zadnjeg tisućljeća pr. Kr. Izlaz na more stanovnicima gradinskog naselja Rat bio je iz udoline Vičje luke gdje su 1908. godine pronađene željeznodobne grobnice pripadnika viših društvenih slojeva iz naselja Rat, s bogatim metalnim i keramičkim arheološkim nalazima.

## Zaštita
Pod oznakom Z-5891 zavedena je kao nepokretno kulturno dobro - pojedinačno, pravna statusa zaštićena kulturnog dobra, klasificirano kao "arheološka baština".

## Vanjske poveznice
- Studentska radionica i obnova suhozida na arheološkom lokalitetu Rat kod Ložišća na otoku Braču. Dalmacija danas. 25. veljače 2024. Pristupljeno 25. veljače 2024.